# Migolska Gora
Migolska Gora – wieś w Słowenii, w gminie Mirna. W 2018 roku liczyła 28 mieszkańców.